# Prorocorypha
Prorocorypha is een geslacht van rechtvleugeligen uit de familie veldsprinkhanen (Acrididae). De wetenschappelijke naam van dit geslacht is voor het eerst geldig gepubliceerd in 1911 door Rehn.

## Soorten
Het geslacht Prorocorypha  is monotypisch en omvat slechts de volgende soort:
- Prorocorypha snowi (Rehn, 1911)